# Sistema de ligas de futebol da Argentina
Pirâmide do Futebol Argentino é como se designa o sistema hierárquico do futebol da Argentina.

## Divisão das ligas
Atualmente há os seguintes campeonatos na pirâmide, apresentados em ordem decrescente de importância. A partir do terceiro nível há uma subdivisão, sendo os campeonatos apresentados à esquerda disputados pelo clubes diretamente filiados à Associação do Futebol Argentino (AFA) e os da direita disputados pelos times filiados indiretamente à entidade através do Conselho Federal do Futebol Argentino (CFFA).

### Temporada de 2025
| Nível | Divisões                              | Divisões                            |
|       | Clubes diretamente filiados à AFA     | Clubes indiretamente filiados à AFA |
| ----- | ------------------------------------- | ----------------------------------- |
| 1     | Primera División 30 equipes           | Primera División 30 equipes         |
| 2     | Primera Nacional 36 equipes           | Primera Nacional 36 equipes         |
| 3     | Primera B 21 equipes                  | Torneo Federal A 38 equipes         |
| 4     | Primera C 27 equipes                  | Torneo Regional Federal 352 equipes |
| 5     | Torneo Promocional Amateur 12 equipes | Ligas Regionais                     |

### Evolução histórica
A tabela abaixo, compila os nomes dos diversos campeonatos e suas respectivas divisões no futebol argentino ao longo dos anos:
| Anos / Divisão | Primeira                                      | Segunda                                       | Terceira                                      | Quarta                                        | Quinta                                    | Sexta                    |
| -------------- | --------------------------------------------- | --------------------------------------------- | --------------------------------------------- | --------------------------------------------- | ----------------------------------------- | ------------------------ |
| 1891–1898      | Primera División                              | não houve                                     | não houve                                     | não houve                                     | não houve                                 | não houve                |
| 1899           | Primera División                              | Segunda División                              | não houve                                     | não houve                                     | não houve                                 | não houve                |
| 1900–1910      | Primera División                              | Segunda División                              | Tercera División                              | não houve                                     | não houve                                 | não houve                |
| 1911           | Primera División                              | Intermedia                                    | Segunda División                              | Tercera División                              | não houve                                 | não houve                |
| 1912–1914      | Primera División (AAF)Primera División (FAF)  | Intermedia (AAF)Intermedia (FAF)              | Segunda División (AAF)Segunda División (FAF)  | Tercera División (AAF)Tercera División (FAF)  | não houve                                 | não houve                |
| 1915–1918      | Primera División                              | Intermedia                                    | Segunda División                              | Tercera División                              | não houve                                 | não houve                |
| 1919–1926      | Primera División (AAF)Primera División (AAmF) | Intermedia (AAF)Intermedia (AAmF)             | Segunda División (AAF)Segunda División (AAmF) | Tercera División (AAF)Tercera División (AAmF) | não houve                                 | não houve                |
| 1927–1930      | Primera División–Sección A                    | Primera División – Sección B                  | Intermedia                                    | Segunda División                              | não houve                                 | não houve                |
| 1931–1932      | Primera División (LAF)Primera División (AFAP) | não houvePrimera División–Sección B (AFAP)    | não houveIntermedia (AFAP)                    | não houveSegunda División (AFAP)              | não houve                                 | não houve                |
| 1933           | Primera División (LAF)Primera División (AFAP) | não houveSegunda División (AFAP)              | não houveTercera División (AFAP)              | não houve                                     | não houve                                 | não houve                |
| 1934           | Primera División (LAF)Primera División (AFAP) | Segunda División (LAF)Segunda División (AFAP) | não houveTercera División (AFAP)              | não houve                                     | não houve                                 | não houve                |
| 1935–1948      | Primera División                              | Segunda División                              | Tercera de Ascenso [a]                        | não houve                                     | não houve                                 | não houve                |
| 1949           | Primera División                              | Primera División B                            | Tercera de Ascenso [a]                        | não houve                                     | não houve                                 | não houve                |
| 1950–1961      | Primera División                              | Primera División B                            | Segunda de Ascenso [b]                        | Tercera de Ascenso [a]                        | não houve                                 | não houve                |
| 1962–1966      | Primera División                              | Primera División B                            | Segunda de Ascenso [c]                        | Primera de Aficionados [d]                    | não houve                                 | não houve                |
| 1967–1985      | Primera División (Metropolitano / Nacional)   | Primera División BTorneo Regional             | Primera División CLigas Regionais             | Primera División Dnão houve                   | não houve                                 | não houve                |
| 1985–1986      | Primera División                              | Primera División BTorneo Regional             | Primera División CLigas Regionais             | Primera División Dnão houve                   | não houve                                 | não houve                |
| 1986–1995      | Primera División                              | Torneo Nacional B                             | Primera BTorneo del Interior                  | Primera CLigas Regionais                      | Primera Dnão houve                        | não houve                |
| 1995–2005      | Primera División                              | Primera B Nacional                            | Primera BTorneo Argentino A                   | Primera CTorneo Argentino B                   | Primera DLigas Regionais                  | não houve                |
| 2005–2014      | Primera División                              | Primera B Nacional                            | Primera BTorneo Argentino A                   | Primera CTorneo Argentino B                   | Primera DTorneo Argentino C               | não houveLigas Regionais |
| 2014           | Primera División                              | Primera B Nacional                            | Primera BTorneo Federal A                     | Primera CTorneo Federal B                     | Primera DTorneo Argentino C               | não houveLigas Regionais |
| 2015–2017      | Primera División                              | Primera B Nacional                            | Primera BTorneo Federal A                     | Primera CTorneo Federal B                     | Primera DTorneo Federal C                 | não houveLigas Regionais |
| 2017–2018      | Superliga                                     | Primera B Nacional                            | Primera BTorneo Federal A                     | Primera Cnão houve                            | Primera DTorneo Federal C                 | não houveLigas Regionais |
| 2018–2019      | Superliga                                     | Primera B Nacional                            | Primera BTorneo Federal A                     | Primera CTorneo Regional Federal              | Primera DLigas Regionais                  | não houve                |
| 2019–2020      | Superliga                                     | Primera Nacional                              | Primera BTorneo Federal A                     | Primera CTorneo Regional Federal              | Primera DLigas Regionais                  | não houve                |
| 2021–2023      | Primera División                              | Primera Nacional                              | Primera BTorneo Federal A                     | Primera CTorneo Regional Federal              | Primera DLigas Regionais                  | não houve                |
| 2024–          | Primera División                              | Primera Nacional                              | Primera BTorneo Federal A                     | Primera CTorneo Regional Federal              | Torneo Promocional AmateurLigas Regionais | não houve                |

[a] ^ Chamada oficialmente Tercera División.
[b] ^ Chamada oficialmente Segunda División.
[c] ^ Chamada oficialmente Primera División C.
[d] ^ Chamada oficialmente División Superior de Fútbol Aficionado.